# Умак
Умак (англ. Umak Island, алеут. Uhmax̂) — небольшой остров в составе группы Андреяновских островов, которые в свою очередь входят в состав Алеутских островов. В административном отношении относится к зоне переписи населения Западные Алеутские острова, штат Аляска, США.
Расположен к северо-востоку от острова Малая Танага. Составляет примерно 11,7 км в длину и 7,8 км в ширину. Отмечен на карте Тебенькова (1852 год) под современным названием.